# Мухаммад III ас-Садик
Мухаммад III ас-Садик GCB (араб. أبو عبد الله محمد الصادق باشا باي‎; 7 февраля 1813, Бардо — 27 октября 1882, там же), — двенадцатый бей Эялета Тунис (1859–1882) из династии Хусейнидов.

## Биография
Мухаммад III ас-Садик родился 7 февраля в Бардо. Его отец — Хусейн II, бей Туниса в 1824–1835 года.
10 июня 1855 года был назначен Бей аль-Махалла (наследником) и удостоен звания дивизионного генерала Османской армии.
23 сентября 1859 года, после смерти своего брата Мухаммада II, который был беем Туниса в 1855–1859 года, стал беем Туниса. 10 декабря 1859 года был повышен до маршала.
В июле 1860 года британский консул Ричард Вуд убедил бея разрешить основать англичанину по имени Холт первую официальную типографию, а также первую арабоязычную газету в стране — ar-Ra'id at-Tūnisi. Также была учреждена телеграфная концессия.
23 апреля 1861 года была провозглашена первая в арабском мире Конституция на арабском языке, в которой власть разделялась на исполнительную, законодательную и судебную, тем самым ограничив свои полномочия, как бея. Эта Конституция гарантировала равенство прав мусульман, христиан и евреев, в частности, в отношении прав собственности. Это создало новую правовую среду, которая подтолкнула европейцев к открытию бизнеса в Тунисе. В Тунис начали прибывать новые французские торговцы, а также начали открываться немусульманские религиозные школы.
26 апреля 1861 года был изменён порядок престолонаследия: отныне наследником будет старший представитель семьи бея, а не старший сын покойного правителя.
Со времён Хаммуд-паши французские заинтересованные лица находились в fondouk des Français, караван-сарае в Медине Туниса. Правительством Мухаммада III 12 января 1862 года было открыто французское консульство (ныне Авеню Хабиба Бургиба).

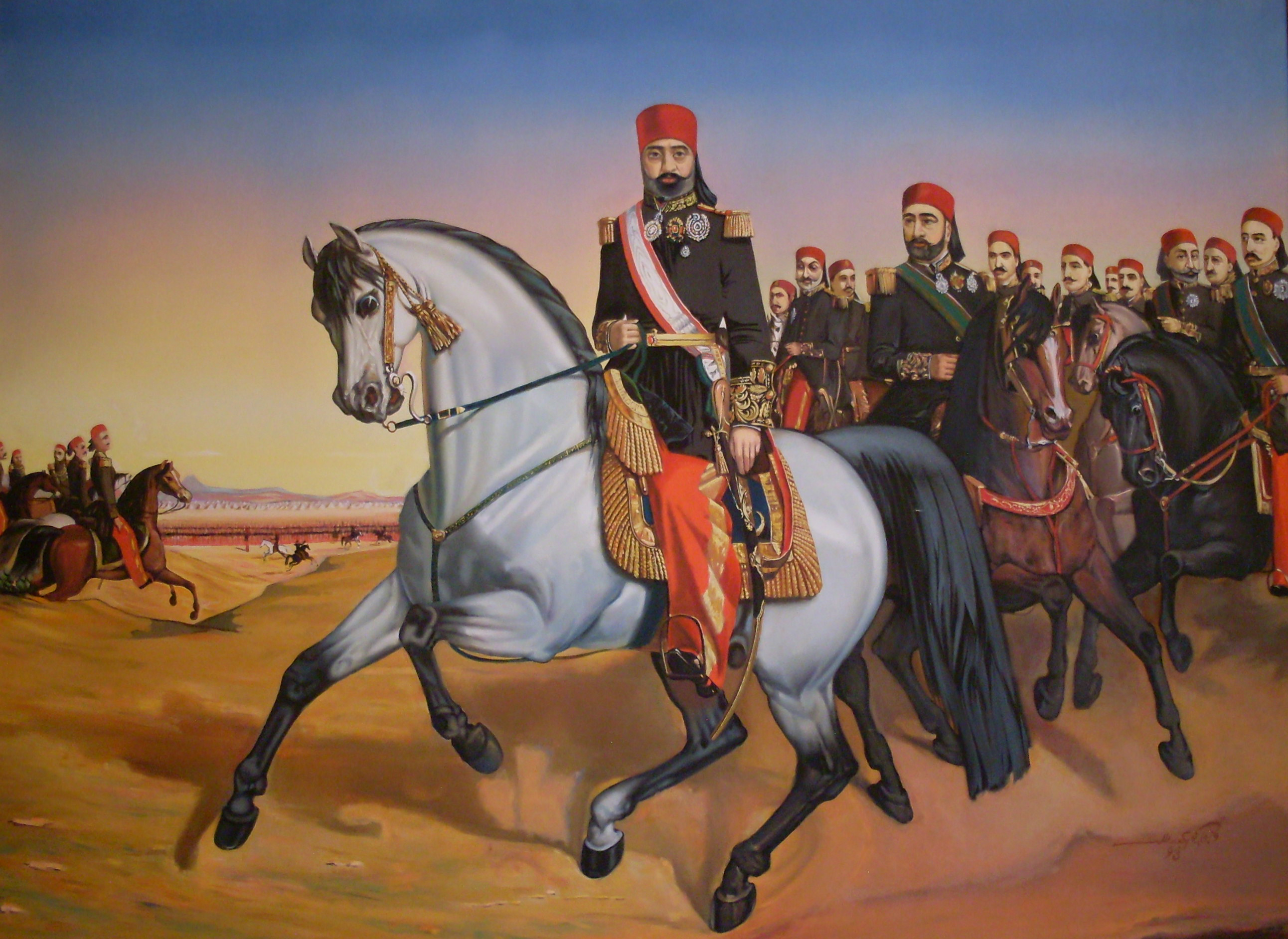
Портрет ас-Садика 1864 года

Бей поручил марсельскому инженеру отремонтировать акведук Загуан, обеспечивавший приток пресной воды к столице. В 1865 году начался снос стен, окружавших Медину Туниса, некоторые из которых настолько сильно обветшали, что угрожали обрушиться. Именно в этот период Тунис лишился ряда своих исторических ворот — Баб Картахена, Баб Суйка, Баб Бнет и Баб Эль Джазира. Бронзовые пушки и укрепления Хальк-эль-Уэд были распроданы в 1872 году. Европейцы начали селиться недалеко от Баб-эль-Бхара, на улицах, близких к старым стенам, и вдоль современного Авеню де ла Марин. Пространство для строительства было ограничено кладбищами и рыночными садами, простирающихся вдоль озера Бахира.
Интриги между министрами, в частности, между Мустафой Хазандаром и Мустафой Бен Исмаилом, постоянное давление со стороны европейских консулов и надвигающееся банкротство государства спровоцировали Меджбское восстание 1864 года, вынудившее Мухаммада взять долги, которые он не сможет выплатить и открывшее двери для европейской оккупации, несмотря на усилия Великого визиря Хайреддина-паши.
Франция приобрела важный плацдарм в Тунисе в 1869 году благодаря трёхсторонней комиссии по долгу, созданной вместе с Великобританией и Италией для управления финансовыми обязательствами страны перед кредиторами. В апреле 1881 года пограничный инцидент с Французским Алжиром, связанный с набегами членов племени Хрумир, которые были подданными бея, послужил последним предлогом для отправки французского экспедиционного корпуса, который взял Эль-Кеф, и для высадки французских войск в Бизерте 1 мая. 11 мая Французская армия оккупировала Тунис. Бей был вынужден подписать 12 мая Бардоский договор, устанавливающий французский протекторат над Тунисом.

## Личная жизнь

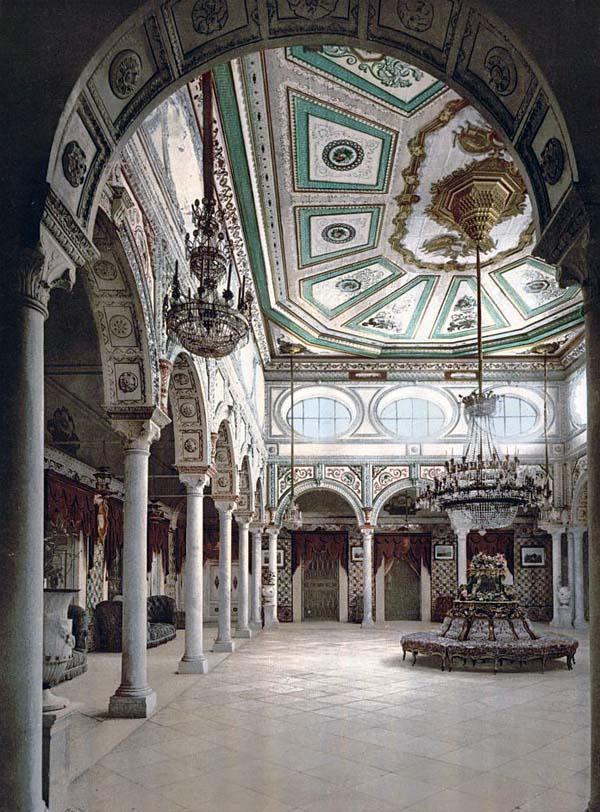
Личные покои Мухаммеда III ас-Садика в Ксар-Саиде

У Мухаммада ас-Садика было несколько жён. Первой была его двоюродная сестра, дочь алькайда Ахмеда аль-Мунастири, из турецкой семьи, которая на протяжении столетия имела влияние в гареме тунисских беев; её мать и бабушка были соответственно вторыми жёнами Хуссейна II и Махмуда ибн Мухаммада. Его второй женой была Хенани, дочь Али Ларусси, богатого торговца, торгующего традиционными тунисскими головными уборами из шечии. Он также женился на черкесской одалиске Лейле Кмар, подаренной османским султаном.
Его главной резиденцией был дворец Ксар Саида, построенный в итальянском стиле перед дворцом Бардо. Он был конфискован у бывшего министра и хранителя печатей Исмаила ас-Сунни, который был обвинён в государственной измене и казнён в 1867 году (этот министр был дедушкой по материнской линии будущего Монсеф-бея). Именно в одну из парадных залов первого этажа этого дворца 12 мая 1881 года французский консул Теодор Рустан привел французского генерала Жюля Эме Бреара в тайный совет бея, чтобы обеспечить его подпись в Бардоском договоре.
В последние годы своей жизни бей попал под влияние Мустафы Бен Исмаила и умер, не оставив потомков. Он был похоронен в мавзолее Турбет эль-Бей в медине Туниса. Его наследником был его брат Али III ибн аль-Хусейн.

### Гомосексуальность бея
По словам историка Низара Бен Саада, Садок-бей имел много сексуальных связей с несколькими министрами-мужчинами из своего двора, самый известный из которых — с Великим визирем Мустафой Бен Исмаилом. Интимные встречи бея всегда проводились в Дар-эль-Бее по ночам, чтобы их не видели. Мало того, его брак с Лейлой Кмар так и не состоялся, что облегчило ей выход замуж за его брата Али-бея после его смерти.

### Потомки
Бей умер, не оставив наследников, однако он был приёмным отцом своего племянника Насир-бея.